# Carlo Ricci Gariboldi
Carlo Ricci Gariboldi (Milano, ... – 31 dicembre 1877) è stato un ciclista su strada italiano, fra i primi a praticare il ciclismo moderno.

## Carriera
Amico di Paolo Magretti, in carriera ottenne un unico rilevante piazzamento: il secondo posto nella prima edizione della Milano-Torino 1876, a un'ora e 6 minuti di distacco dall'amico, vincitore. Vinse una medaglia d'oro e 70 lire (100 andarono al vincitore). Morì già al termine dell'anno seguente, e venne tumulato nell'edicola familiare, al Cimitero Monumentale di Milano.